# FX Combes
FX Combes, né le 23 octobre 1969 à Dinan, dans les Côtes-d'Armor, est un artiste contemporain français. Il vit et travaille à Paris. Son œuvre est une réflexion sur la photographie et sur les limites de ce médium.

## Biographie
Après des études à l’École Nationale des Beaux-Arts de Dijon puis à l’École des Beaux-Arts de Rennes, FX Combes se consacre entièrement à sa pratique artistique en établissant une relation inédite entre peinture et photographie : deux médias qu’il n’oppose pas mais dont il traque au contraire la complémentarité et la perméabilité,. Entre destruction et reconstruction, les œuvres de FX Combes font émerger de nouveaux possibles, grâce à la confrontation de procédés étrangers les uns aux autres. Les légères différences entre les doubles images accentuent le mystère. L’artiste repousse les limites du medium photographique comme de la peinture. Il bouscule nos repères, combat les évidences et les frontières bien définies. Aux confins de plusieurs univers esthétiques, les œuvres de FX Combes sont d’une remarquable profondeur.  
Le travail de FX Combes s'inspire des mécanismes d’altération mis en œuvre par le cerveau humain lorsqu’il fabrique sa mémoire définitive, en incluant des souvenirs inexacts mais qui lui paraissent pertinents. FX Combes fait suivre à ses images un parcours d’élaboration identique. Il explore les zones de mémoire cachée de ses outils photographiques numériques pour leur faire fabriquer une nouvelle image, par une succession d’altérations/transmutations des images initiales. Utilisant les logiciels numériques de manière volontairement « inadaptée », il fait du processus créatif le sujet même de son œuvre. Dans cette alchimie la machine prend momentanément le dessus, sa puissance d’agir opère, les outils échappent partiellement au contrôle de l’artiste. Erreurs, encodages partiels, mémoires résiduelles, interventions ou encore superpositions s’entrelacent pour donner naissance à des images empreintes d’émotion à l’instar du souvenir. Le travail de FX Combes a été exposé dans le monde, notamment en Europe et en Asie. La représentation de l’espace urbain est au cœur de son travail.  
Ses œuvres sont présentes dans les collections du Fonds national d'art contemporain, de la Bibliothèque nationale de France ainsi que dans diverses collections privées en France et l’étranger. 
FX Combes est représenté par la galerie NextLevel Galerie à Paris.

## Collections publiques
- Fonds national d'art contemporain.
- Bibliothèque nationale de France, Cabinet des Estampes et de la Photographie[7].

## Expositions

### Expositions personnelles
- 2018 : The Unknown Light, NextLevel Galerie, Paris[8],[9]
- 2017 : Les Racines du hasard / The Roots of coincidence, Carré Amelot, Espace Culture de la Ville de La Rochelle[3]
- 2014 : Unsaturated Diptychs, NextLevel Galerie, Paris[4]
- 2012 : Entre-Monde(s), NextLevel Galerie, Paris[10]
- 2010 : Buildings, NextLevel Galerie, Paris
- 2009 : Habiter, Le Chercheur d’Art, Rennes
- 2005 : Images, Galerie Lucien Challes, Bruxelles, Belgique - Imágenes, Casa de La Cultura Atlántica, La Coruña, Espagne
- 2004 : C’est La Fin… / This is the End…, Galerie Cohen & Co, Paris - Cities / Villes, Susan Smith Gallery, Londres, Uk
- 2003 : Villes / Cities, Galerie Cohen & Co., Paris
- 1999 : O. V. N. I., Galerie Aréa, Paris
- 1998 : Untitled, Galerie K. Paris
- 1997 : FX Combes, Galerie Art & Patrimoine, Paris

### Expositions collectives (sélection)
- 2013 : Unseen, Amsterdam [11]
- 2009 : 3 artistes / 3 projets, Galerie Hexagone, Kyoto, Japon - 3 artistes / 3 projets, Galerie Le Fur, Paris
- 2008 : Doze Pinturas, Centro d’Arte Quarteira, Porto, Portugal
- 2007 : Accrochage, Galerie Chambre avec Vues, Paris
- 2006 : Artistes Français, Galerie Hexagone, Kyoto, Japon - (i) mages / image(s), Galerie Carré – Legris, Montreux, Suisse
- 2005 : Pré-Monition, Espace d’Art Ephémère, Flavigny - Acciones, Fundácion Perez-Cancela, La Coruña, Espagne
- 2004 : 4 Photographes Français, The Kings Cross Centre, Londres, Royaume-Uni
- 2001 : Éloge de l’Ombre, Musée des Beaux-Arts de Yamaguchi, Japon
- 2000 : Novembre à Vitry, Galerie Municipale, Vitry/Seine - Éloge de l’Ombre, Musée municipal de Kawazaki, Japon - Fortunes du Regard, Fondation d’Entreprise Ricard, Paris
- 1999 : L’Art est ouvert !, Centre culturel de Ribérac-Dordogne - Le corps du Visible, Rencontres Internationales de Photographie, Arles
- 1998 : Art Vision 1998, Château de Braux Sainte-Cohière, Sainte-Menehould
- 1997 : La Photographie au présent, Bibliothèque Nationale de France, Paris - Biennale d’Issy, Hôtel de ville d’Issy-les-Moulineaux - De part et d’autre, Galerie K, Paris - Salon de Montrouge, hôtel de ville de Montrouge - FX Combes / Gilles Rey, Galerie Art + Patrimoine, Paris
- 1996 : Rencontres, Cabinet des Estampes et de la Photographie, Bibliothèque Nationale, Paris - Salon Jeune Peinture, Espace Branly, Paris
- 1995 : Quatre murs, Une fenêtre, Musée National d’Art Moderne, Centre Pompidou, Paris - Catalogue (expositions collectives)